# Косуйєнкі (Жанакорганський район)
Косуйє́нкі (каз. Қосүйеңкі) — село у складі Жанакорганського району Кизилординської області Казахстану. Адміністративний центр та єдиний населений пункт Косуйєнкинського сільського округу.
У радянські часи село складалось із трьох окремих населених пунктів — Косуєнкі, Актобе та Кайнарбулак.
Населення — 776 осіб (2021; 940 у 2009, 815 у 1999, 804 у 1989).